# Química forense
Química forense é a aplicação dos conhecimentos da química e toxicologia no campo legal ou judicial. Diversas técnicas de análises químicas, bioquímicas e toxicológicas são utilizadas para ajudar a compreender a face sofisticada e complexa dos crimes, seja assassinatos, roubos e envenenamentos, seja adulterações de produtos e processos que estejam fora da lei. Trata-se de um ramo singular das ciências químicas uma vez que sua prática e investigação científica devem conectar duas áreas distintas, a científica (química e biologia) e a humanística (sociologia, psicologia e direito).

## Histórico
A investigação química de crimes é muito antiga, sendo relatado que Democritus foi provavelmente o primeiro químico a relatar suas descobertas a um médico Hipócrates. Na Roma antiga já existiam legislações que proibiam o uso de tóxicos em 82 A.C. A forma mais usual de cometer assassinatos ou suicídios era através do uso de substâncias tóxicas, como o arsênico ou através de venenos como os de escorpiões. Isso se deve ao fato de que qualquer substância pode ser perigosa, dependendo apenas da dose administrada.
O primeiro julgamento legal a utilizar evidências químicas como provas ocorreu apenas em 1752, o caso Blandy.
O surgimento da química forense na modernidade deu-se a partir de um famoso crime, cometido em 1850, no Castelo de Bitremont na Bélgica. A vítima, Gustave Fougnies, era o cunhado do conde Hippolyte Visart de Bocarmé. Este, por sua vez, teria extraido óleo da planta do tabaco e, juntamente com a condesa, a irmã da vítima, teria obrigado Gustave Fougnies a ingerir a substância.
A polícia que encontrara evidencias da preparação do veneno no laboratório do conde, precisava de provas concretas para constatar o envenenamento e solicitou assim, a ajuda do químico francês Jean Stas. Stas conseguiu desenvolver um método para detectar a nicotina nos tecidos do cadáver, o que levou a condenação do conde por assassinato, no ano seguinte, que foi executado na guilhotina.